# 20787 Mitchfourman
20787 Mitchfourman (2000 RZ71) là một tiểu hành tinh vành đai chính được phát hiện ngày 2 tháng 9 năm 2000 bởi Nhóm nghiên cứu tiểu hành tinh gần Trái Đất phòng thí nghiệm Lincoln ở Socorro.